# Future Cop: LAPD
Future Cop: LAPD, là một game bắn súng góc nhìn thứ ba được phát triển bởi EA Redwood Shores và phát hành bởi Electronic Arts và phát hành lần đầu tiên cho PlayStation, rồi sau tới Mac OS và Windows. Future Cop ban đầu được phát triển như là một phần của dòng game Strike. Đoạn phim cắt cảnh cuối cùng của Nuclear Strike có chiếu trailer về tựa game tiếp theo trong sê-ri, Future Strike, trong đó có bức ảnh của một con mech robot gọi là 'Warrior'. Future Strike chẳng bao giờ được phát hành nhưng quá trình phát triển game đã tạo nên Future Cop: L.A.P.D., có lối chơi tương tự những phiên bản Strike trước đó và một con mech robot giống như trong trailer của Future Strike. Trong game, người chơi vào vai một viên phi công lái chiếc X1-Alpha, một robot được thiết kế để tham gia trong "cuộc chiến chống tội phạm" (Crime War) ở Los Angeles vào năm 2098. X1-Alpha là một chiếc xe cảnh sát có thể chuyển đổi thành một cỗ xe lao vút trong không trung và loại mecha chiến đấu tối tân tuy di chuyển hơi chậm.

## Mục chơi
Có hai chế độ chơi trong game gồm Crime War và Precinct Assault (cả hai đều chơi được trong phần chơi đơn hay hai người chơi). Precinct Assault là phần chơi dưới dạng chiến lược giống như Herzog Zwei và được biết đến đã truyền cảm hứng cho những game MOBA như DotA.

### Phần chơi chiến dịch
Crime War là phần chơi chiến dịch, kể về một ngày trong đời của một viên phi công LAPD X1-Alpha. Cốt truyện xoay quanh các sự kiện từ một tên vô lại điên rồ cầm vũ khí nhắm đến đài thiên văn, cho đến một siêu máy tính bị sự cố. Người chơi khởi đầu tại khu công viên Griffith Park trong tương lai và càng đi sâu hơn nữa thì sẽ có thể mở khóa các khu vực như Venice Beach, LAX và Long Beach. Crime War còn hỗ trợ người chơi thứ hai trong phần chơi hợp tác. Phần chơi này có thêm tính năng độc đáo là thanh máu của hai người chơi được hòa quyện vào nhau; nếu một trong hai bị tiêu diệt thì sẽ được tính là thất bại đối với cả hai người chơi.

### Phần chơi chiến đấu tự do
Precinct Assault là phần chơi chiến đấu tự do mà mỗi người chơi bắt đầu bằng một khu căn cứ riêng và có thể đánh chiếm tháp pháo tự động (Turret) hay tiền đồn (Outpost) trên khắp màn chơi. Mục tiêu là để đánh bại đối phương bằng cách mua và triển khai Hovertank xâm nhập căn cứ của họ. Trò chơi kết thúc khi căn cứ địa của ai đó bị một "Dreadnought" Hovertank chọc thủng. Người chơi cũng có thể triển khai trực thăng (Helicopter) phòng thủ hoặc các "pháo đài bay" (Flying Fortress) Superplane để trợ giúp cho việc củng cố vành đai phòng thủ của mình, bắn hạ xe tăng của địch dám bén mảng vào căn cứ. Phần chơi đơn bao gồm việc giao chiến với một đối thủ máy có tên là "Sky Captain", mà avatar trong game chính là Superplane, hỏa lực mạnh và tối tân hơn cả X1-Alpha. Phần chơi hai người là một trận đấu tay đôi giữa hai con robot X1-Alpha. Có năm khu vực tấn công giới hạn khác nhau với 10 độ khó (dành cho phần chơi đơn); thế nhưng màn "La Cantina" lại không có trong bản gốc Play Station, chỉ được thêm vào sau này cho phiên bản PC. Ngoài ra game còn có một vùng điểm thưởng được gọi là 'Bug Hunt' giống như màn 'Proving Ground', ngoại trừ tất cả các đối tượng đều biến thành côn trùng như sâu và bướm, thay vì Hovertank và Helicopter. Flying Fortress giờ là một con dơi và Dreadnought trở thành con sâu bướm bọc thép lớn. Màn chơi này có thêm track nhạc  lên nhịp so với âm nhạc quan sự tối tăm bình thường của game và "Sky Captain" là một loại chuồn chuồn ngô (Dragonfly).

## Vũ khí
Future Cop tự hào sở hữu một kho vũ khí đồ sộ đầy chủng loại, gồm có Gatling Laser và Plasma Flare, cũng như vài thứ khác, mỗi vũ khí có ưu khuyết điểm riêng của nó như tầm bắn, mức độ thiệt hại và tốc độ bắn. Một số vũ khí có sẵn ngay khi người chơi đi qua từng màn trong phần chơi đơn trong khi số khác (Riot shield, K-9 drone, Grenade Launcher) chỉ được tìm thấy ở các màn nhất định.

### Súng ống
Powered Mini-Gun, Gatling Laser, Electric Gun, Flamethrower và Riot Shield.

### Vũ khí hạng nặng
Hell Fire 2000, Hyper Velocity Rockets, Concussion Beam, Fusion Torpedo (chỉ có trong phần chơi đơn) và K-9 Drone.

### Vũ khí đặc biệt
Mortar Launcher, Shockwave Generator, Pop-Up Mines, Plasma Flare (chỉ có trong phần chơi đơn) và Grenade Launcher.

## Đón nhận
Future Cop: LAPD chỉ bán được có 200.000 bản. Các thành viên của nhóm sản xuất sau đó đã tách ra và chuyển đến các studio khác. Bất chấp doanh thu kém, game vẫn nhận được những lời đánh giá nhìn chung có phần tích cực. IGN đã chấm cho phiên bản PS1 số điểm 8.3, trong khi nói "Tất cả đều gói gọn vào một chỗ. Hiệu ứng âm thanh tuyệt vời, hành động trong phần chơi đơn tốt, rất nhiều kiểu bắn súng không ngừng nghỉ, nhiều loại vũ khí lớn, vụ nổ lớn, và một chế độ hai người chơi hoành tráng." GameSpot chấm cho game số điểm 7/10, nói rằng "Future Cop là một game hay. Quay trở lại đầu màn sau khi chết vẫn còn là rào cản cho toàn bộ trò chơi, nhưng chế độ khác thực sự xuất sắc. Rất đáng để trải nghiệm."